# Strzyga
Strzyga (cunoscut și sub numele de strzygoń) - un duh al morților, un strigoi, demon în legendele Sileziei. Se crede că este în general sufletul unui copil mort nebotezat, care ia infățișarea unei bufnițe și prin țipete prevestește moartea oamenilor. Alteori era sufletul unui mort neliniștit, neîmpăcat, care, după moarte, își lăsa pe pământ cel de-al doilea suflet. Credința generală spune că oamenii care vor deveni vampiri se nășteau cu dinți. Noaptea puteau provoca coșmaruri.   